# Königs-Feenbarsch
Der Königs-Feenbarsch (Gramma loreto) wird bis zu 8 cm lang und ist bei Seewasseraquarianern wegen seiner hübschen Färbung und seiner einfachen Pflege sehr beliebt. Der Gramma loreto lebt überwiegend substratbezogen, da er so bei Gefahr schnell in Felsspalten oder Löcher verschwinden kann. Er ist einer der wichtigsten Exportfische aus der Karibik.

## Aussehen
Der Körper ist deutlich in zwei Farbpartien unterteilt, wobei die vordere pink bis lila gefärbt ist und die hintere gelb. Anders als beim Brasilianischen Feenbarsch (Gramma brasiliensis), verläuft ein schwarzer Streifen über die Augen. Auch im Übergang von gelb zu lila unterschieden sich die beiden Arten. Beim Königs-Feenbarsch läuft die gelbe Zone in Form von einzelnen Farbpixeln in die lila gefärbte aus. Anders als beim Brasilianischen Feenbarsch, wo Gelb und Lila eher ineinander verschwimmen.
Auf den ersten Strahlen der Rückenflosse befindet sich ein schwarzer Fleck.

## Aquarienhaltung
Es wird allgemein empfohlen, den Gramma loreto als Paar zu halten, da er so auch im Aquarium sein interessantes Brutverhalten zeigt. Die Fische tragen Seegrasstücke und kleine Steine zusammen, um daraus ihr Nest zu bauen. Anders als bei den meisten Seewasserfischen, ist hier bereits die Aufzucht der Jungfische erfolgreich geglückt.
Wie viele marine Barschartige kann der Gramma loreto sein Geschlecht wechseln. Kauft man zwei Tiere, so wird sich daraus nach einiger Zeit ein Paar bilden. 
Kann man auf das Brutverhalten verzichten, so ist es auch möglich, die Tiere einzeln zu halten. In etwas größeren Aquarien, besteht auch die Möglichkeit zur Gruppenhaltung. Hierbei sollte man aber darauf achten, dass die Anzahl der gehaltenen Tiere gerade ist, damit nach der Paarbildung, kein einzelnes Tier verbleibt, welches dann unter der Revierbildung der anderen leiden würde.